# اورلئان، شهرستان آپانوس، آیووا
اورلئان (به انگلیسی: Orleans) یک منطقهٔ مسکونی در ایالات متحده آمریکا است که در آیووا واقع شده‌است. اورلئان ۲۹۹٫۰۱ متر بالاتر از سطح دریا قرار دارد.